# C'est beau la vie quand on y pense
Pour les articles homonymes, voir C'est beau la vie.
Pour plus de détails, voir Fiche technique et Distribution.
C'est beau la vie quand on y pense est un film français réalisé par Gérard Jugnot, sorti en 2017.

## Synopsis
Loïc Le Tallec est accablé de peine quand il perd son fils dans un accident de la route. Après son décès, son cœur sert à une greffe. Afin de rattraper le temps qu'il n'a pas passé avec son fils, Loïc se met en recherche du bénéficiaire de cette greffe. Une rencontre bien surprenante.

## Fiche technique
Sauf indication contraire, les informations mentionnées dans cette section peuvent être confirmées par la base de données cinématographiques IMDb,  présente dans la section « Liens externes ».
- Titre : C'est beau la vie quand on y pense
- Réalisation : Gérard Jugnot
- Scénario : Gérard Jugnot, Guy Laurent, Thibault Vanhulle et Romain Protat, d'après une idée originale de Gérard Jugnot
- Photographie : Pierric Gantelmi d'Ille
- Montage : Claire Fieschi
- Chef décorateur : Jean-Marc Tran Tan Ba
- Costumes : Lisa Korn
- Casting : Marie-France Michel
- Musique : Khalil Chahine et Gisèle Gérard-Tolini
- Cascades : Kevin Cauderlier, Patrick Cauderlier et Alexandre Cauderlier
- Producteur : Romain Rojtman
- Directeur de production : Nathalie Duran
- Sociétés de production : Les films du 24, Les films du premier, TF1 Films Production et Malec Production
- SOFICA : Cinéventure 2, LBPI 10
- Distributeur : UGC Distribution (France et ventes internationales)
- Pays de production :  France
- Genre : comédie dramatique
- Format : couleur
- Durée : 95 minutes
- Date de sortie :
  - France : 12 avril 2017

## Distribution
Sauf indication contraire, les informations mentionnées dans cette section peuvent être confirmées par la base de données cinématographiques Allociné,  présente dans la section « Liens externes ».
- Gérard Jugnot : Loïc Le Tallec
- François Deblock : Hugo Desloyer
- Isabelle Mergault : Lisa
- Gaia Weiss : Hoëllig
- Bernard Le Coq : Marc
- Jérémy Lopez : Sanchez
- Giulia Rossa :
- Marie Bunel : Clara
- Hubert Saint-Macary : Jean-Paul
- Camille Vidacek :
- Arthur Jugnot : le cycliste volant
- Christophe Vericel : Videur Millenium
- Jules Ritmanic : le jeune homme de la cité
- Fabrice Lelyon : François, le gendarme
- Assa Sylla : la jeune femme de la cité
- Marc Andreoni : l'homme au whisky-coca
- Richard Guedj : l'épicier
- Éric Le Roch : client père

## Production

### Genèse et développement
La genèse de la onzième réalisation de Gérard Jugnot remonte à plusieurs années[Quand ?]. Son précédent film en tant que réalisateur, Rose et Noir, remonte à 2009. C'est beau la vie quand on y pense devait initialement s'appeler Drôles d'oiseaux[réf. souhaitée]. Pour ce film, il a cherché à trouver un équilibre entre comédie et mélancolie[réf. souhaitée].

### Lieux du tournage
Le tournage s'est déroulé en Bretagne et en Provence :
- Côtes-d'Armor
- Ille-et-Vilaine principalement à Saint-Suliac
  - la Maison des Fées dans la forêt de Tressé
- Toulon
- La Seyne-sur-Mer

### Musique
Pour la bande originale de son long métrage, Gérard Jugnot a collaboré avec Khalil Chahine. Il lui a demandé des titres rappelant les années 1980. Dans le film, le personnage joué par Gérard Jugnot chante On the Road Again de Bernard Lavilliers. La chanson Sebolavy de Mickey 3D (extraite de leur album éponyme) sert de générique de fin.